# Schwaighof (Gemeinde Friedberg)
Schwaighof ist eine Ortschaft und als Schweighof eine Katastralgemeinde mit 236 Einwohnern (Stand 1. Jänner 2024) in der Stadtgemeinde Friedberg in der Steiermark.

## Lage und Bevölkerung
Das noch bäuerlich geprägte Dorf befindet sich im höher gelegenen Gemeindeteil Friedbergs am südöstlichen Ausläufer des Wechselmassivs. Bei der Volkszählung 2001 wurden 229 Einwohner (Hauptwohnsitzfälle), 2011 wurden 219 Einwohner und 2021 wurden 231 Einwohner gezählt. Daneben gibt es noch mehrere Nebenwohnsitze bzw. Wochenendhäuser.

## Infrastruktur
Neben einem Gasthaus und der Freiwilligen Feuerwehr Schwaighof besteht noch die zentral gelegene, denkmalgeschützte Dorfkapelle (Listeneintrag).

## Geschichte
Bis zur Aufhebung der Grundherrschaft im Jahr 1848 standen die Gründe von Schwaighof in folgendem Besitz:
- ~1050–1158: Grafen von Formbach
- 1158–1163: Markgrafen von Steier
- 1163–1530: Chorherrenstift Vorau
- 1530–1848: Herrschaft Thalberg

Markgraf Ottokar III. gründete 1163 das Chorherrenstift Vorau mit zahlreichen Gründen – unter anderem einem Wald, der sich am Fuße des Wechsels, oberhalb von Friedberg von Tauchen bis zum oberen Limbach erstreckte.
Durch Rodung entstand das spätere Amt Schwaighof und anstelle eines bis dahin bestehenden Schwaighofs wurde zu Beginn des 13. Jahrhunderts das Dorf Schwaighof gegründet. Im 14. und 15. Jahrhundert wurde das Amt gelegentlich auch „Köppelberg“ genannt.
1530 wurde das Amt im Rahmen der Quart (einer päpstlichen Ermächtigung, durch die König Ferdinand ein Viertel der geistlichen Güter einziehen und veräußerlichen durfte, um die Aufrüstung gegen die Türken finanzieren zu können) an die Herrscher der nahegelegenen Burg Thalberg verkauft.
Trotz mehrfacher Versuche gelang es dem Chorherrenstift Vorau nicht mehr, die Gründe zurückzukaufen.
Bei der Errichtung der politischen Gemeinden kam Schwaighof zur Ortsgemeinde Friedberg.
Laut Adressbuch von Österreich waren im Jahr 1938 in Schwaighof ein Gastwirt, ein Schneider, ein Schuster, ein Wagner und zahlreiche Landwirte ansässig.

### Zum Namen
Anstelle des heutigen Dorfes stand bis Anfang des 13. Jahrhunderts ein Schwaighof, der für das Dorf namensgebend war.
Bei der Schreibweise hat sich das ai durchgesetzt. Die zugehörige Katastralgemeinde heißt hingegen „Schweighof“. Auch der für die Region bedeutsame Historiker Fritz Posch verwendete zuweilen die Schreibweise mit ei.

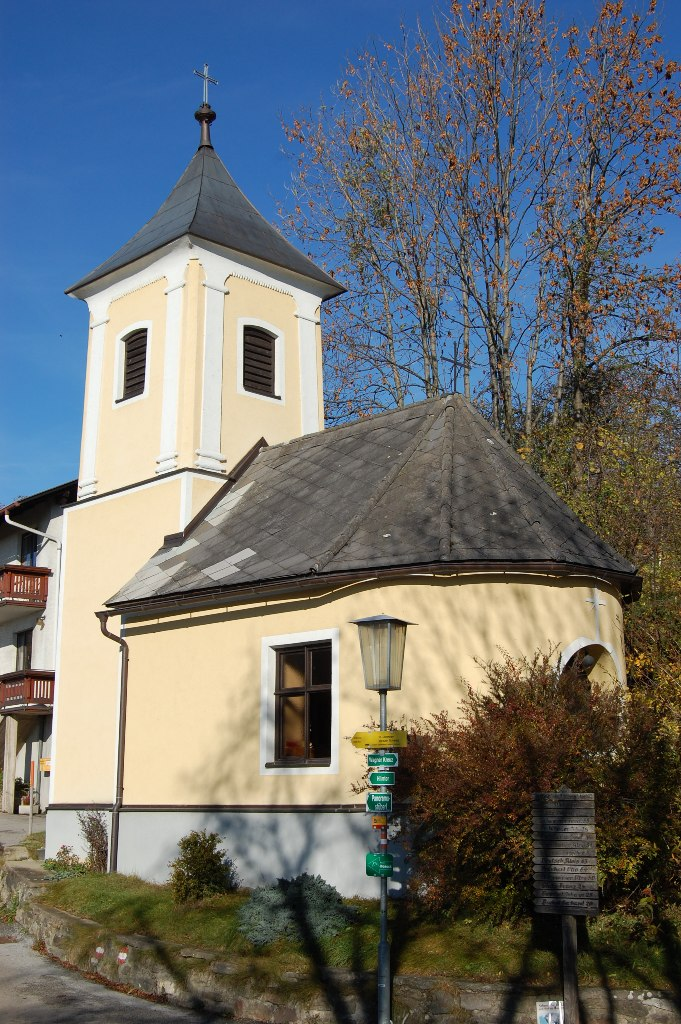
Die Herz-Jesu-Kapelle
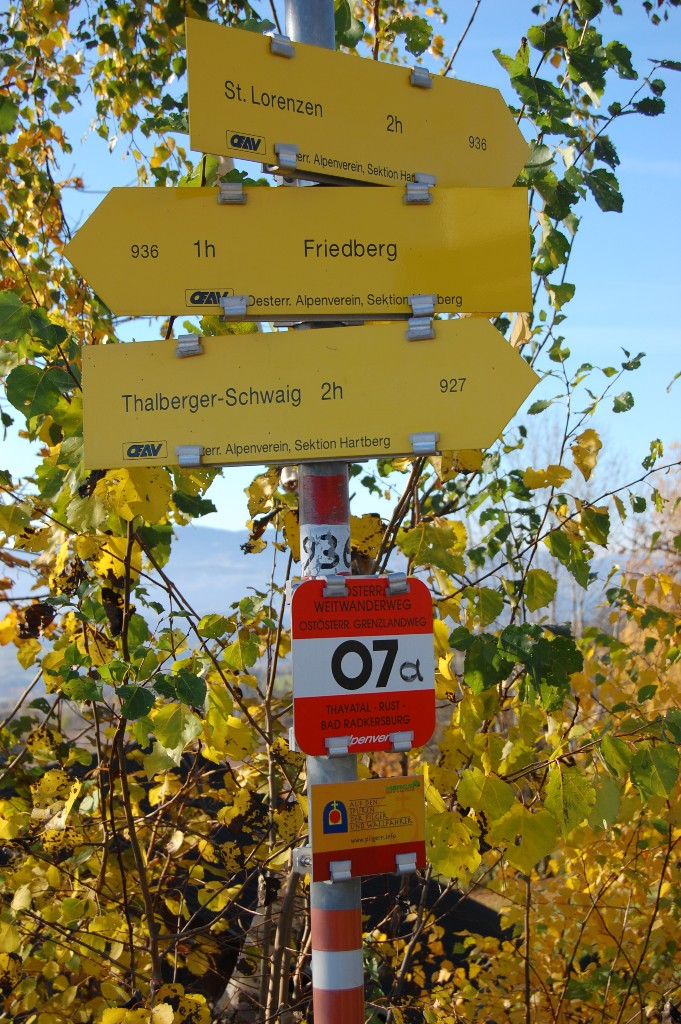
Schwaighof ist Kreuzungspunkt und Labstelle zahlreicher Wanderwege
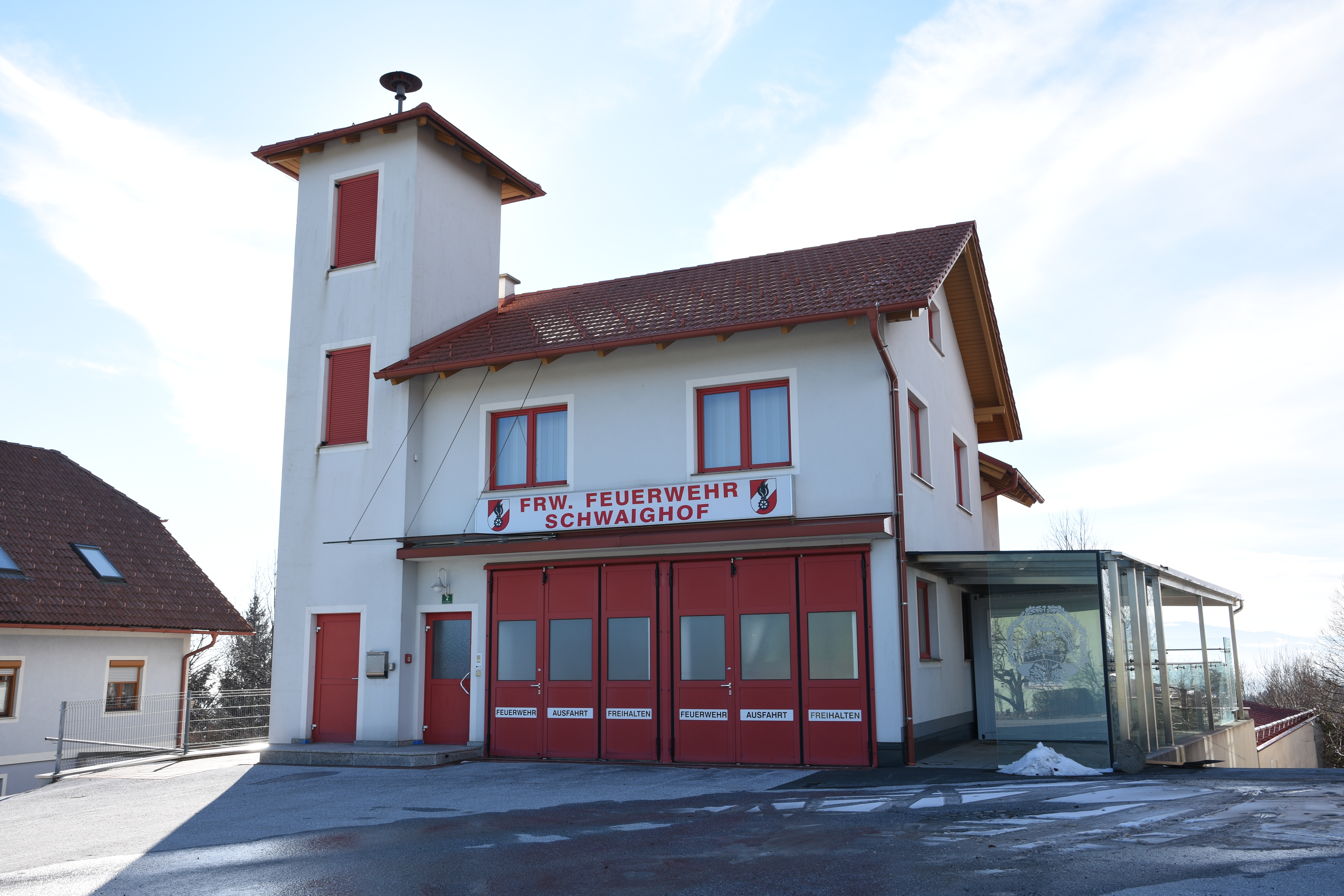
Feuerwehrhaus Schwaighof